# Дисциплинарный батальон
Отдельный дисциплинарный батальон — специальное формирование в вооружённых силах России и некоторых странах СНГ, воинская часть (отдельный батальон), в котором отбывают наказание осуждённые за уголовные преступления в период прохождения военной службы военнослужащие и курсанты высших военных учебных заведений, до получения ими первичного офицерского звания.
Создан в этих же целях в соответствии с действовавшим ранее уголовным кодексом. Срок службы осуждённым в дисциплинарном батальоне не засчитывается в общий срок действительной военной службы, за исключением особых случаев (приказ командующего войсками военного округа). Таким образом, военнослужащий, отбывший срок наказания в дисциплинарном батальоне, направлялся в регулярные войска дослуживать срок, который ему оставался до осуждения. В конце 1980-х годов срок направления в дисциплинарный батальон был увеличен до трёх лет.
В отдельный дисциплинарный батальон направляются для отбывания уголовных наказаний, осуждённые военным судом солдаты и сержанты. Судимость погашается по истечении одного года после отбытия наказания. При этом ранее, согласно ст. 57 УК РСФСР, лица, отбывшие наказание в дисциплинарном батальоне или досрочно освобожденные из него, признавались не имеющими судимости. За совершение противоправных деяний, к примеру, против жизни и здоровья других граждан, виновное лицо будет нести уголовную ответственность в обычном порядке, то есть в колонии.
Общая численность постоянного состава отдельного дисциплинарного батальона — около 300 человек.
Общая численность переменного состава отдельного дисциплинарного батальона зависит от количества осуждённых военнослужащих по призыву, но не более 500 человек.
Сокращённое наименование — одисб. В просторечии употребляется сокращение — дисбат; или на военном жаргоне — дизель.

## История создания
Согласно Указу Президиума Верховного Совета СССР от 6 июля 1940 года в отдельный дисциплинарный батальон направлялись военнослужащие рядового и младшего начальствующего состава, осуждённые военным трибуналом к лишению свободы на срок от шести месяцев до двух лет за самовольные отлучки. В дальнейшем практика пошла по пути замены лишения свободы на срок до двух лет направлением в отдельный дисциплинарный батальон военнослужащих, совершивших и общеуголовные преступления незначительной общественной опасности. С началом Великой Отечественной войны большинство отдельных дисциплинарных батальонов (за исключением дислоцированных в восточных районах СССР) было расформировано, а отбывавшие там наказание военнослужащие направлены на фронт и зачислены в обычные формирования или штрафные части, в зависимости от совершённого преступления.
С конца лета 1942 года на основании Приказа № 227 Верховного Главнокомандующего И. В. Сталина создаются фронтовые штрафные батальоны для командиров и армейские штрафные роты — для красноармейцев, сержантов и старшин. Боевое расписание штрафных частей Красной Армии 1942—1945 годах насчитывало 60 штрафных батальонов и 1049 штрафных рот. После окончания Великой Отечественной войны многие расформировываются или преобразуются в дисциплинарные батальоны и под этим названием сохраняются в Вооружённых силах СССР (по состоянию на ноябрь 1991 года действовал 21 дисциплинарный батальон, в которых содержалось около 17 тысяч человек), а после распада СССР в вооружённых силах Российской Федерации, Украины, Белоруссии и других стран СНГ.
Дисциплинарные батальоны имеются в каждом округе и флоте. Военнослужащие в них делятся на «постоянный» состав (проходящие действительную военную службу по призыву или договору и занимающие командные должности от командира отделения до командира батальона) и «переменный» состав — осуждённые. Военнослужащим, состоящим на офицерских должностях воинское звание присваивается на одну ступень выше, чем в аналогичных общевойсковых частях (командир взвода — капитан, командир роты — майор, командир батальона — полковник).
Военнослужащий, направленный в дисциплинарный батальон решением военного трибунала, лишается воинского звания, которое ему восстанавливается по отбытии срока наказания (или освобождении по УДО) при условии, если осуждённый не лишён такового при вынесении приговора.

## Современность
В настоящее время порядок и условия содержания осуждённых военнослужащих в дисциплинарных батальонах определяются «Положением о дисциплинарном батальоне в Вооружённых Силах Российской Федерации», утверждённом постановлением Правительства Российской Федерации от 4 июня 1997 года № 669 и Приказом Министра обороны Российской Федерации № 680 от 20 октября 2016 года. Время нахождения осуждённого в дисциплинарном батальоне в срок военной службы не включается (за исключением случаев ходатайства командования части на имя командующего войсками военного округа, в подчинении которого находится дисциплинарный батальон, о зачёте срока пребывания в дисциплинарном батальоне в срок военной службы), но осуждённые остаются военнослужащими и носят погоны рядовых (матросов). По отбытии 1/3 срока наказания осуждённый, вставший на путь исправления, может быть зачислен в «разряд исправляющихся» и допущен к несению службы в наряде или к работам за территорией части (под конвоем или без него). По отбытии не менее половины срока наказания осуждённые из числа зачисленных в «разряд исправляющихся» могут быть представлены к условно-досрочному освобождению (УДО).
В 1990-е годы военнослужащие, как правило, привлекались по следующим статьям УК РФ:
- самовольное оставление части (ст. 246);
- хулиганство (ст. 206);
- неуставные взаимоотношения (ст. 244 и 260);
- незаконное приобретение и хищение оружия (ст. 218).

В конце 2000-х годов в странах СНГ наметился кризис системы дисбатов, связанный с сокращением количества лиц, которым назначается этот вид наказания. В 2014 году этот вид наказания был назначен в России лишь 180 лицам (в 2010 году — 503). В иных странах СНГ пропорция между переменным и постоянным контингентом стала превышать все разумные пределы: на Украине в дисбате в январе 2012 года находилось только 5 осуждённых при численности постоянного свободного штата около 200 военнослужащих. В Белоруссии на 6 осуждённых в дисбате приходилось в 2010 году около 160 военнослужащих обслуживающего состава. В результате, страны СНГ стали отказываться от дисбатов — в 2008 году этот вид наказания отменили в Казахстане, в 2014 году — в Белоруссии, а в 2020 году — на Украине.

## Формирование

### Советского периода
До и во время Великой Отечественной войны в ВС СССР:
- 1-й отдельный дисциплинарный батальон (1 одисб), в составе действующей армии 9.8.45 — 3.9.45[8];
- 3-й отдельный дисциплинарный батальон (3 одисб), в составе ДАФ 9.8.45 — 3.9.45[8];
- 6-й отдельный дисциплинарный батальон (6 одисб), в составе ДАФ 22.6.41 — 15.7.41, расформирован[8];
- 10-й отдельный дисциплинарный батальон (10 одисб), в составе ДАФ 24.6.41 — 25.9.41, расформирован[8];
- 13-й отдельный дисциплинарный батальон (13 одисб), в составе ДАФ 28.6.41 — 11.9.41, расформирован[8];
- 15-й отдельный дисциплинарный батальон (15 одисб), в составе ДАФ 24.6.41 — 25.9.41, расформирован[8];
  - с октября 1940 г. — по 19 июня 1941 г. командиром 15 одисб был В. Ф. Маргелов
- 17-й отдельный дисциплинарный батальон (17 одисб), в составе ДАФ 22.6.41 — 20.8.41, обращен на укомплектование 90-й стрелковой дивизии (90 сд), 20.8.41 г.[8];

Послевоенный период:
- 7-й отдельный дисциплинарный батальон, КДВО, Хабаровский край, посёлок (п.) Анастасьевка, Войсковая часть (В/Ч) № 61684;
- 8-й отдельный дисциплинарный батальон, КБВО, БССР, город (г.) Минск-113, п. Масюковщина, улица (ул.) Лынькова, дом (д.) № 124, в/ч № 61678;
- 10-й отдельный дисциплинарный батальон, КДВО, Хабаровский край, Ванинский район, посёлок Октябрьский, в/ч № 75142, после 1994 г. передислоцирован в Приморский край, г. Уссурийск, п. Доброполье, существует и сейчас;
- 28-й отдельный дисциплинарный батальон, (бывшая 66-я отдельная дисциплинарная рота), ОЛМВО, Нижегородская область (обл), п. Мулино, в/ч № 12801, существует и сейчас;
- 34-й отдельный дисциплинарный батальон, САВО, Казахская ССР, г. Караганда, в/ч № 75190;
- 36-й отдельный дисциплинарный батальон, ЗабВО, Читинская обл., г. Чита-45, п. Каштак-45, в/ч № 44311;
- 37-й отдельный дисциплинарный батальон, ЛВО, Ленинградская обл., г. Луга, в/ч № 75138, расформирован 1.12.1998 г.;
- 38-й отдельный дисциплинарный батальон, ПрикВО, Львовская обл., г. Яворов, В/Ч № 75139;
- 39-й отдельный дисциплинарный батальон, ПУрВО, г. Пермь-2, в/ч № 75140;
- 40-й отдельный дисциплинарный батальон, СибВО, г. Новосибирск, в/ч № 75141;
- ЧФ (Черноморский), ОДБ-60, дислокация: СССР, г. Керчь, Керченская крепость, в/ч 34358.
- 266-й отдельный дисциплинарный батальон, САВО, Казахская ССР, Джамбулская обл., Курдайский рай., п.г.т. Гвардейский, ст. Отар-2;
- КВО (Киевский), ОДБ-307, дислокация: СССР, г. Киев, п. Дарница, в/ч № 28577. Существует и сейчас как 307-й отдельный дисциплинарный батальон (в/ч А0488) в составе Военной службы правопорядка Вооружённых сил Украины.
- 595-й отдельный дисциплинарный батальон[9] (бывшая 33-я отдельная дисциплинарная рота), СКВО, Ростовская обл., п. Гуково, в/ч № 46111, расформирован;
- 1538-й отдельный дисциплинарный батальон, ПУрВО, Оренбургской обл., п. Тоцкое-2, в/ч № 22009, расформирован;
- КТуркВО (Туркестанский Военный Округ), г. Ташкент, район Сергели, 3-й проезд Нилуфар, д.2Д в/ч 22008
- КЗакВо (Закавказский Военный Округ) Дисбат п. Караязы

### Послесоветского периода
- 40-й отдельный дисциплинарный батальон (40 одисб), город Новосибирск, Центральный военный округ, расформирован[10];
- 62-й отдельный дисциплинарный батальон (62 одисб)[11], город Уссурийск, Приморский край, Восточный военный округ, расформирован[10];
- 28-й отдельный дисциплинарный батальон (28 одисб)[12][13][14] посёлок Мулино, Нижегородская область, Западный военный округ, действует[10]; по состоянию на март 2004 года здесь содержалось около 600 человек, их охраняло 140 солдат, 50 сержантов и 20 сторожевых псов[15]
- 36-й отдельный дисциплинарный батальон (36 одисб), посёлок Каштак, Забайкальский край, Восточный военный округ, действует[10];
- 307-й отдельный дисциплинарный батальон ("307 ОДисБ"), г. Киев , ул. Старобориспольская , 16, Оперативное командование «Север», действует. Находится в составе Военной службы правопорядка Вооружённых сил Украины;
- 595-й отдельный дисциплинарный батальон (595 одисб)[9][16] посёлок Замчалово, Ростовская область, Южный военный округ, расформирован[10];

## Режим пребывания в дисциплинарном батальоне
Поскольку несение военной службы предполагает строгое соблюдение дисциплины, то содержание граждан в дисбате — это более строгое наказание, поскольку лица, осужденные за проступки, являются общественно опасными.
В результате, для таких служащих действует следующий регламент: все личные вещи сдаются на хранение начальнику конвоя и хранятся в специальном сейфе; всех служащих обеспечивают одинаковой одеждой со знаками различия; распорядок дня стандартный: по 8 часов на сон и на работу, 6 часов — обучение, оставшееся время на трехразовое питание; все посылки подлежат тщательной проверке, но в месяц можно получать по почте только одно отправление такого рода. При свиданиях вещи могут передаваться без ограничений; предусмотрены короткие свидания (до 4 часов) — 2 раза в месяц и длительные (до 3 суток) — 4 раза в год. Допускается выезд за пределы ДВЧ — до 7 суток (без учета времени на дорогу), если такая необходимость продиктована исключительными обстоятельствами. При соблюдении всех правил и в случае исполнения положенных обязанностей к осужденным могут применяться и поощрительные меры в виде перевода на облегченные условия после отбытия трети срока.